# Руисдейл, Бэзил
Бэзил Руисдейл, более точное произношение имени Бэйзил Ройсдал(англ.  Basil Ruysdael), имя при рождении Бэзил Сполдинг Миллспоу (англ.  Basil Spaulding Millspaugh; 24 июля 1878 года — 10 октября 1960 года) — американский актёр театра, радио и кинематографа 1910—1950-х годов.
За время своей кинокарьеры, охватившей период с 1929 по 1960 год, Руисдейл сыграл в 31 фильме, среди которых «Территория Колорадо» (1949), «Пинки» (1949), «Дело Тельмы Джордон» (1949), «Сломанная стрела» (1950), «Дорога с односторонним движением» (1950), «Люди будут судачить» (1951), «Сестра Кэрри» (1952), «Школьные джунгли» (1955), «Последний салют» (1958) и «Кавалеристы» (1959).

## Ранние годы жизни
Бэзил Руисдейл родился 24 июля 1878 года в Джерси-Сити, Нью-Джерси (по другим сведениям — в Уэйверли, Нью-Йорк), его имя при рождении Бэзил Сполдинг Миллспау. Он был единственным сыном в семье врача и хозяйки магазина головных уборов. Бэзил окончил среднюю школу в Уэйверли, Нью-Йорк. Позднее семья переехала в Чикаго, где отец стал работать инструктором в Чикагском университете, а позднее занялся естественной историей, совершив несколько экспедиций в Южную Америку. В 1898—1999 годах Руисдейл учился на инженера-механика в Корнелльском университете, где начал петь в институтском клубе пения. С 1897 года он выступал на сцене под именем Бэзил Руисдейл, а в 1915 году официально взял это имя.

## Карьера в театре, кино и на радио в 1910—1930-е годы
С 1910 по 1918 год Руисдейл выступал как бас-баритон на сцене театра «Метрополитен-опера» в Нью-Йорке. Хотя большинство его ролей были в немецких операх, особенно в операх Рихарда Вагнера, однако чаще всего ему доводилось исполнять партию короля в опере Верди «Аида». На протяжении 1920-х годов Руисдейл продолжал выступать как оперный певец, а также работал диктором на радиостанции WOR в Нью-Йорке и был преподавателем вокала, в частности, в 1923 году обучал знаменитого певца Лоуренса Тиббетта.
В 1912 году Руисдейл дебютировал на Бродвее, сыграв в спектаклях «Робин Гуд» (1912), «Топси и Ева» (1924), «Кокосовые орешки» (1925—1927) и «Очарованный остров» (1927)
В 1929 году Руисдейл дебютировал в кино в фильме братьев Маркс «Кокосовые орешки» (1929) на нью-йоркской студии Astoria. Как пишет историк кино Хэл Эриксон, "его игра в роли детектива Хеннесси в этом фильме была довольно ординарной, если не считать весёлого вокального исполнения песни «Истории рубашки», которая было тонкой пародией на «Песню тореадора» из оперы Бизе «Кармен». В 1930-е годы и первой половине 1940-х годов Руисдейл продолжал работать в различных радиопрограммах.

## Карьера в кино
В 1949 году Руисдейл переехал в Калифорнию, где в первый год работы в Голливуде сыграл не менее чем в шести фильмах. В частности, он сыграл в вестерне с Джоэлом Маккри «Территория Колорадо» (1949), а также был епископом в комедийной мелодрама с Лореттой Янг «Приходи в конюшню» (1949), который был номинирован на семь премий «Оскар». В том же году Руисдейл сыграл врача в романтической мелодраме с Гленном Фордом «Доктор и девушка» (1949), судью — в драме Элиа Казана на расовую тему «Пинки» (1949) с Джинн Крейн в главной роли, который был номинирован на три «Оскара».
В 1950 году Руисдейл сыграл генерала в вестерне с Джеймсом Стюартом «Сломанная стрела» (1950), который был номинирован на три «Оскара», а также священника в фильме нуар с Джеймсом Мейсоном «Дорога с односторонним движением» (1950). Год спустя Руисдейл появился в роли богатого промышленника в фильме нуар «Шарф» (1951), в роли настоятеля собора — в романтической комедии «Люди будут судачить» (1951) с Кэри Грантом и в криминальной мелодраме «Моё запретное прошлое» (1951) с Робертом Митчемом и Авой Гарднер, где он снова был высокопоставленным священником.
В последующие годы Руисдейл сыграл драме Уильяма Уайлера с Лоренсом Оливье «Сестра Кэрри» (1952), которая была номинирована на два «Оскара», был старым викингом в историческом приключенческом экшне «Принц Валиант» (1954) с Джеймсом Мейсоном в главной роли, сыграл роль профессора в криминальной драме с Гленном Фордом «Школьные джунгли» (1955), которая была номинирована на четыре «Оскара». Во второй половине 1950-х годов Руисдейл сыграл в вестернах с Гленном Фордом «Жестокие люди» (1956) и «Джубал» (1956), а также появился в драме с Джеймсом Кэгни «Эти дикие годы» (1956) и в комедийной мелодраме со Спенсером Трейси «Последний салют» (1958).
Последними фильмами Руисдейла стали военный вестерн «Кавалеристы» (1959), где он сыграл коменданта, а также библейская мелодрама со Стюартом Уитманом «Сказание о Руфи» (1960).

## Работа на телевидении
Руисдйл дебютировал на телевидении в 1953 году в постановке программы «Театр „Дженерал Электрик“» под названием «День свадьбы». В 1954—1955 годах Руйсдейл сыграл генерала Эндрю Джексона в мини-сериале «Дейви Крокетт», который вышел в рамках программы «Диснейленд». Он также сыграл в сериалах «Официальный детектив» (1958), «Отец знает лучше» (1958), «Чёрное седло» (1959) и «Перри Мейсон» (1959).

## Актёрское амплуа
Как отметил Хэл Эриксон, на протяжении своей карьеры Руисдйл «неизменно играл высокопарных людей, обличённых властью — высокопоставленных военных, судей, губернаторов, деканов университетов, а также священников».

## Личная жизнь
Бэзил Руисдейл был женат трижды. В 1915 году Руийдейл женился на Элинор Мейсон Мэниьер (англ.  Eleanor Mason Manierre), однако в 1925 году этот брак закончился разводом. С 1925 по 1944 год он был женат на Роуз Светтенхем (англ.  Rose Swettenham), брак также закончился разводом. Последней женой Руисдейла была Кэтлин Доббин (англ.  Kathleen Dobbyn), с которой он прожил до своей смерти в 1960 году.

## Смерть
Бэзил Руисдейл умер 10 октября 1960 года в возрасте 82 лет от осложнений после операции в больнице Голливуда.

## Фильмография
| Год        |   | Русское название                  | Оригинальное название                    | Роль                                      |
| ---------- | - | --------------------------------- | ---------------------------------------- | ----------------------------------------- |
| 1929       | ф | Кокосовые орешки                  | The Cocoanuts                            | детектив Хеннесси                         |
| 1949       | ф | Территория Колорадо               | Colorado Territory                       | Дейв Рикард                               |
| 1949       | ф | Приходи в конюшню                 | Come to the Stable                       | епископ                                   |
| 1949       | ф | Доктор и девушка                  | The Doctor and the Girl                  | доктор Фрэнсис И. Джерард                 |
| 1949       | ф | Пинки                             | Pinky                                    | судья Уокер                               |
| 1949       | ф | Спецотряд                         | Task Force                               | адмирал в Аннаполисе (в титрах не указан) |
| 1950       | ф | Дело Тельмы Джордон               | The File on Thelma Jordon                | судья Джонатан Дэвид Хэнкок               |
| 1950       | ф | Дорога с односторонним движением  | One Way Street                           | отец Морено                               |
| 1950       | ф | Сломанная стрела                  | Broken Arrow                             | генерал Оливер Говард                     |
| 1950       | ф | Пьяный                            | High Lonesome                            | »Хорс» Дэвис, владелец ранчо              |
| 1950       | ф | Казино                            | Gambling House                           | судья Равинек                             |
| 1951       | ф | Шарф                              | The Scarf                                | Сайрус Баррингтон                         |
| 1951       | ф | Перевал Ратон                     | Raton Pass                               | Пьер Шаллон                               |
| 1951       | ф | Моё запретное прошлое             | My Forbidden Past                        | Дин Кэззли                                |
| 1951       | ф | Полуангел                         | Half Angel                               | доктор Джексон                            |
| 1951       | ф | Люди будут судачить               | People Will Talk                         | отец Лайман Бровелл                       |
| 1952       | ф | Бутс Мэлоун                       | Boots Malone                             | проповедник Коул                          |
| 1952       | ф | Сестра Кэрри                      | Carrie                                   | мистер Фитцджеральд                       |
| 1953       | с | Театр «Дженерал Электрик»         | General Electric Theater                 | (1 эпизод)                                |
| 1954       | ф | Шанхайская история                | The Shanghai Story                       | отец Холлингсворт                         |
| 1954       | ф | Принц Валиант                     | Prince Valiant                           | сарый викинг (в титрах не указан)         |
| 1954 —1955 | с | Диснейленд                        | Disneyland                               | разные роли (2 эпизода)                   |
| 1955       | ф | Жестокие люди                     | The Violent Men                          | Текс Хинкелман                            |
| 1955       | ф | Школьные джунгли                  | Blackboard Jungle                        | профессор А.Р. Краал                      |
| 1955       | ф | Дэви Крокетт, король диких земель | Davy Crockett: King of the Wild Frontier | генерал / президент Эндрю Джексон         |
| 1955       | ф | Сокровища южного океана           | Pearl of the South Pacific               | Туан Майкл                                |
| 1955       | с | Театр научной фантастики          | Science Fiction Theatre                  | профессор Сэмюэл Карсон (1 эпизод)        |
| 1956       | ф | Джубал                            | Jubal                                    | Шем Хоктор                                |
| 1956       | ф | Диана                             | Diane                                    | Чемберлен                                 |
| 1956       | ф | Эти дикие годы                    | These Wilder Years                       | судья                                     |
| 1958       | ф | Последний салют                   | The Last Hurrah                          | епископ Гарднер                           |
| 1958       | с | Отец знает лучше                  | Father Knows Best                        | мистер Эмери (1 эпизод)                   |
| 1958       | с | Официальный детектив              | Official Detective                       | Джозеф (1 эпизод)                         |
| 1959       | ф | Кавалеристы                       | The Horse Soldiers                       | комендант                                 |
| 1959       | с | Перри Мейсон                      | Perry Mason                              | Генри У. Дамерон (1 эпизод)               |
| 1959       | с | Чёрное седло                      | Black Saddle                             | сенатор Маккуин (1 эпизод)                |
| 1960       | ф | Сказание о Руфи                   | The Story of Ruth                        | Шамма                                     |
| 1961       | ф | 101 далматинец                    | One Hundred and One Dalmatians           | водитель грузовика (голос)                |